# Pan de Azúcar (Brasil)
El Pan de Azúcar (en portugués: Pão de Açúcar) es un peñasco situado en Río de Janeiro, Brasil, en la boca de la bahía de Guanabara sobre una península que sobresale en el océano Atlántico. 

## Etimología
Lo más probable es que su nombre haga referencia a los panes de azúcar, forma tradicional en que se producía el azúcar hasta finales del siglo XIX y que consistía en largos conos de punta redondeada similares al morro, aunque algunos consideran que el nombre en realidad deriva de pau-nh-acuqua, que significa «colina alta» en la lengua tupi-guaraní, usada por los indígenas tamoios.

## Geología
Geomorfológicamente, corresponde a un domo muy erosionado, compuesto de un monolito de granito y cuarzo que data del Cenozoico. Su cúspide se sitúa a 396 metros de altitud (1299 pies) sobre el nivel del mar.

### Morro da Urca

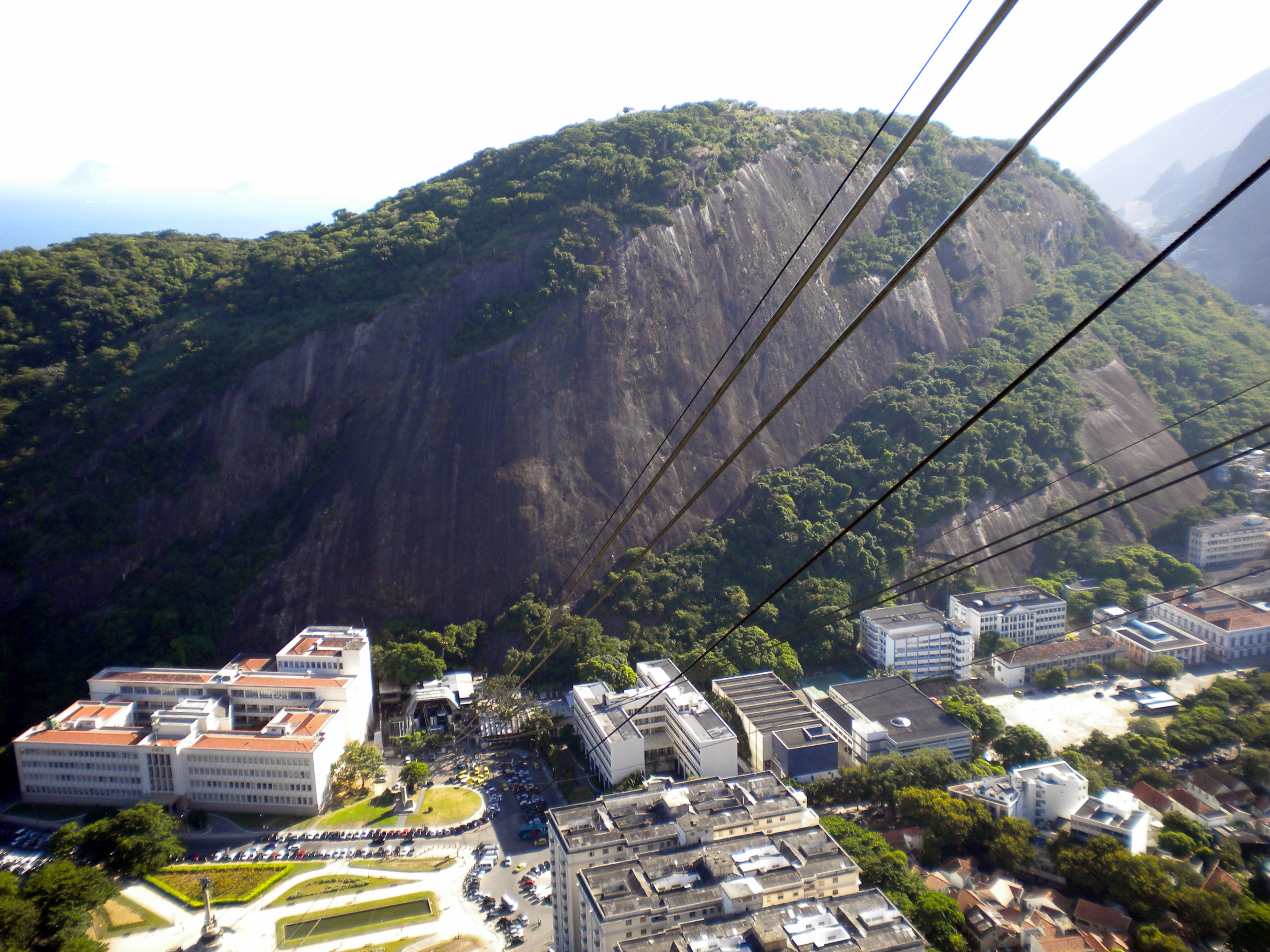
Morro da Urca.

Con 220 metros de altitud, el Morro da Urca es uno de los cerros que componen el Pan de Azúcar. El acceso a su cima se da por dos medios: por teleférico al Pan de Azúcar o por un sendero. Sin embargo, los montañeros pueden subir por la cara del cerro. Junto con el Pan de Azúcar, existen más de 150 rutas de escalada. Fue en el Morro da Urca que el alcalde Marcelo Crivella firmó el decreto de reconocimiento de la Trilha Transcarioca, un sendero de 180 km que atraviesa Río de Janeiro de este a oeste y tiene como punto de inicio y final el Pan de Azúcar.

## Turismo

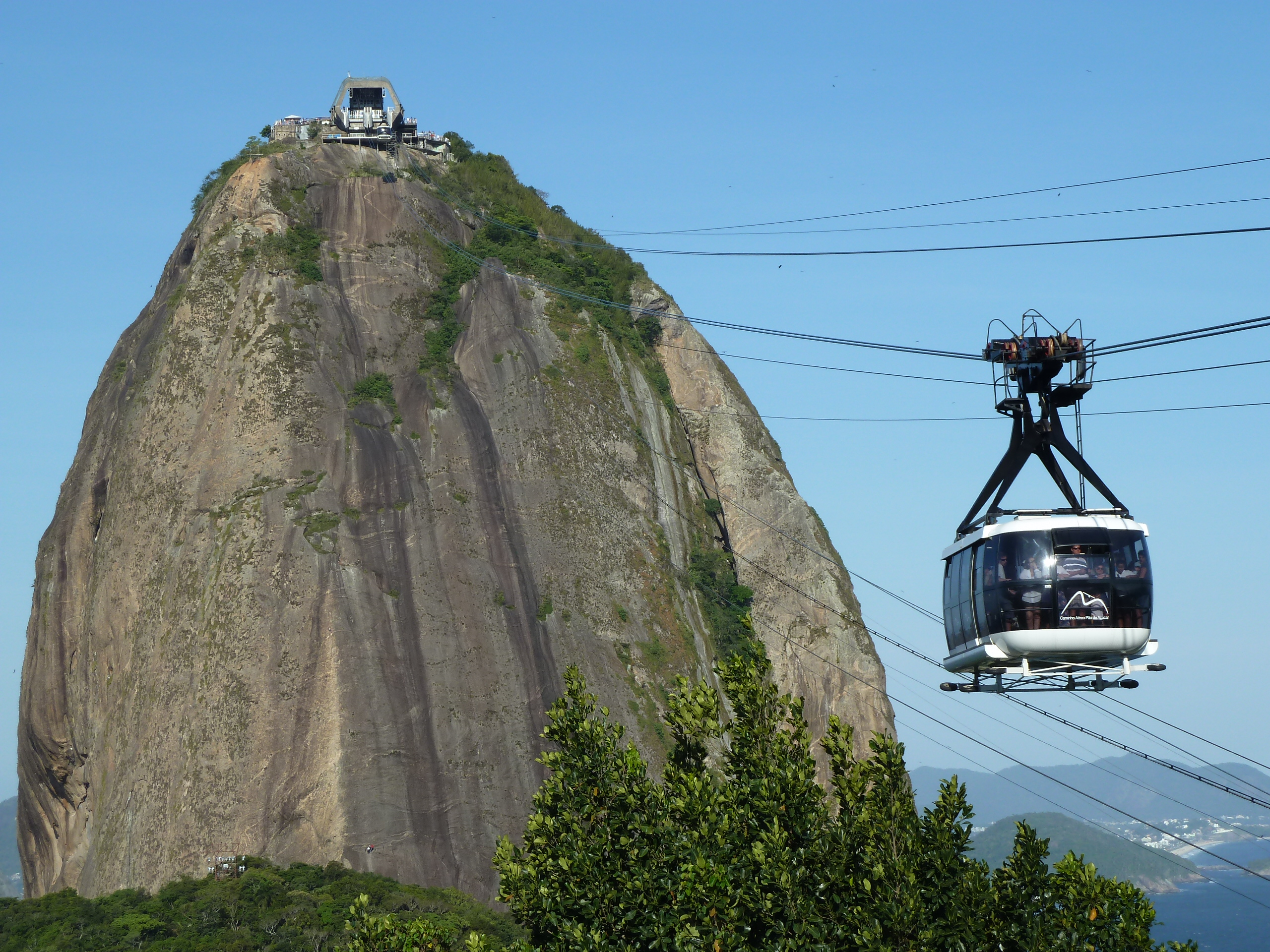
Bondinho (teleférico) del Pan de Azúcar.

### Teleférico
Este pico es uno de los más llamativos entre los varios morros monolíticos de granito que se elevan directamente del borde del mar en Río de Janeiro. Un teleférico de cristal artesonado (llamado bondinho en el portugués popular) con capacidad para 65 pasajeros, recorre una ruta de 1.401 metros que une Praia Vermelha con el Morro da Urca, y ésta con el Pan de Azúcar. Esta es una de las principales atracciones turísticas de la ciudad. Fue inaugurado (su primer tramo, entre Praia Vermelha y Morro da Urca) el 27 de octubre de 1912 y, desde entonces, ha transportado alrededor de 37 millones de personas, manteniendo un promedio actual de 2.650 visitantes por día. Su nombre proviene de la similitud del teleférico con los tranvías que circulaban en Río de Janeiro en el momento de su inauguración.